# Ampoules de Lorenzini
Pour les articles homonymes, voir ampoule.

Électro-récepteur et canal des lignes latérales.

Les ampoules de Lorenzini sont des organes sensoriels spéciaux présents sur les Chondrichthyes, une classe de poissons, qui leur permettent de détecter des champs électromagnétiques aussi bien que des gradients de température. Parmi ces poissons, on compte les requins, les raies et les chimères.

## Historique
Stefano Lorenzini décrit en 1678 la présence de pores donnant sur des tubes transparents lors de ses études menées sur des raies électriques. Plus tard, les mêmes organes ont été observés sur d'autres, situés sur le pourtour de la bouche des squales. Il n'en devine néanmoins pas l'utilité. Le rôle sensoriel n'est établi qu'au XIXe siècle avec l'identification de connexions nerveuses issues de ces tubes et pénétrant le cerveau.
Au début du XXe siècle, le but des ampoules n'a pas été clairement compris et les expériences électrophysiologiques suggèrent une sensibilité à la température, à la pression mécanique et peut-être à la salinité. Ce n'est qu'en 1960 que les ampoules ont été clairement identifiées comme organes récepteurs spécialisés ressentant les champs électriques, par le biologiste R. Murray. Dans les années 1970, des champs électriques, de faible amplitude mais parfaitement identifiables par ces récepteurs, ont été identifiés comme produits par des animaux dans l'eau de mer.

## Description

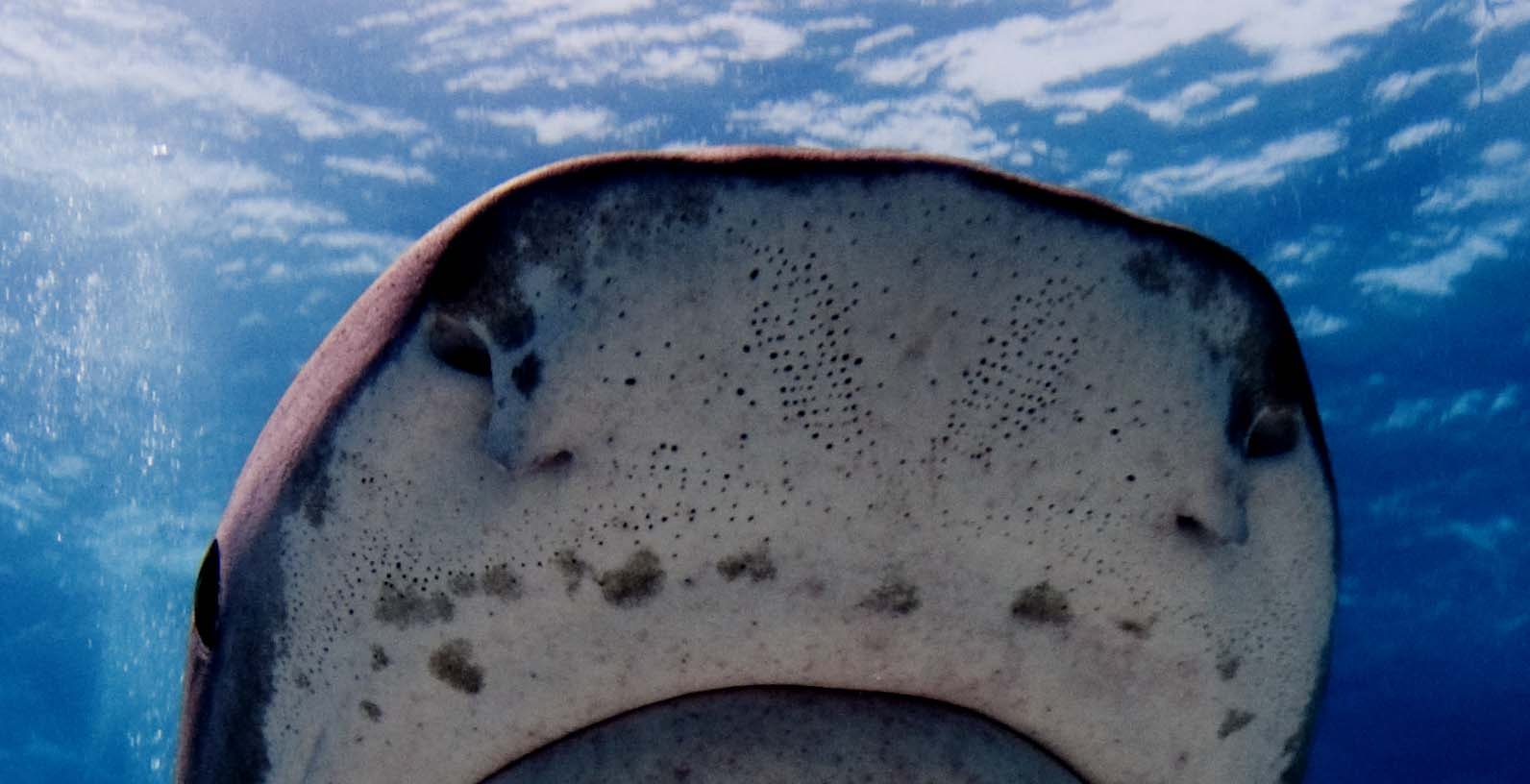
Pores des ampoules de Lorenzini sous le museau du requin tigre

Chaque ampoule se compose d'un canal rempli d'une gelée électro-conductrice s'ouvrant sur la surface par un pore dans la peau et se terminant dans un faisceau de petites poches pleines de cellules électroréceptrices. Les ampoules sont la plupart du temps groupées en paquets à l'intérieur du corps, chaque faisceau ayant des ampoules reliées avec différentes parties de la peau, mais préservant une symétrie gauche/droite. La longueur des canaux change selon chaque animal, mais la distribution des pores semble spécifique à l'espèce. Les pores se présentent comme des taches foncées sur la peau. Ils fournissent aux requins et aux raies un véritable sixième sens capable de détecter les champs électromagnétiques aussi bien que des gradients de la température.
La gelée électro-conductrice est le matériau biologique le plus conducteur identifié jusqu'ici.

## Détection des champs électromagnétiques
Les ampoules détectent les champs électriques dans l'eau, ou plus précisément la différence entre la tension au pore de peau et la tension à la base des cellules électroréceptrices. [réf. souhaitée] Un stimulus positif du pore diminuerait le taux d'activité du nerf venant des cellules électroréceptrices tandis qu'un stimulus négatif de pore augmenterait le taux d'activité de ce même nerf.
Les requins peuvent être plus sensibles aux champs électriques que n'importe quel autre animal, avec un seuil de sensibilité aussi bas que 0,5 μV/m. C'est 5/10 000 000 de volt mesuré dans une ampoule d'un centimètre de long.
Un requin peut ainsi détecter les contractions musculaires émises par les créatures vivantes proches. Les requins et les raies peuvent localiser une proie enterrée dans le sable, ou des dipôles électriques parcourus par un courant continu simulant la caractéristique principale du champ électrique d'une proie enterrée dans le sable.
Les champs électriques produits par les courants océaniques se déplaçant [Comment ?] [réf. souhaitée] et le champ magnétique de la Terre sont du même ordre de grandeur que les champs électriques que les requins et les raies sont capables de ressentir. Par conséquent, les requins et les raies peuvent s'orienter à l'aide des champs électriques des courants océaniques, et emploient d'autres sources de champs électriques dans l'océan pour l'orientation locale. [réf. souhaitée] De plus, le champ électrique qu'ils induisent dans leurs corps en nageant dans le champ magnétique de la Terre peut leur donner des indices au sujet de leur propre signature magnétique.
Les ampoules de Lorenzini ne sont pas à confondre avec la ligne latérale, un organe situé de chaque côté du requin, de la tête à la queue et constitué de cellules ciliées qui détectent les variations de pression, permettant au requin de détecter les mouvements exacts d'une proie dans un rayon de 20 mètres.

## Détection de la température
Les ampoules permettent également au requin de détecter des changements de température de l'eau. Chaque ampoule est un groupe de cellules sensorielles contenant de multiples fibres nerveuses. Ces fibres sont enfermées dans un tube rempli de gelée qui a une ouverture directe sur la surface par un pore. La gelée est une substance basée sur une glycoprotéine présentant la même résistivité que l'eau de mer, et elle a des propriétés électriques semblables à un semi-conducteur, permettant essentiellement aux changements de température d'être traduits en un signal électrique que le requin peut employer pour détecter des gradients de la température.

## Répulsif électronique de requin
Les cages à requins, qui ont traditionnellement protégé les plongeurs, sont encombrantes et difficiles à mettre en œuvre, et peuvent blesser les requins. Le Dr Graeme Charter et M. Starkey Normand ont développé le « POD » (de l'acronyme anglais « Protective Oceanic Device », dispositif de protection océanique), qui est le premier répulsif électronique de requin pour des plongeurs en scaphandre. En produisant un champ électromagnétique, le POD irrite les ampoules de Lorenzini et repousse les requins[réf. souhaitée]. Le Shark shield en est un exemple.

## Voir également